# Acianthus exsertus
Acianthus exsertus är en orkidéart som beskrevs av Robert Brown. Acianthus exsertus ingår i släktet Acianthus och familjen orkidéer. Inga underarter finns listade i Catalogue of Life.